# 629-й истребительный авиационный полк ПВО
629-й истребительный авиационный полк ПВО (629-й иап ПВО) — воинская часть авиации ПВО Вооружённых Сил РККА, принимавшая участие в боевых действиях Великой Отечественной войны.

## Наименования полка
За весь период своего существования полк несколько раз менял своё наименование:
- 629-й истребительный авиационный полк ПВО;
- 38-й гвардейский истребительный авиационный полк;
- 38-й гвардейский истребительный авиационный полк ПВО;
- Полевая почта 55719.

## Создание полка
629-й истребительный авиационный полк ПВО сформирован в период с 13 по 25 ноября 1941 года на базе Сталинградской военной авиационной школы пилотов (г. Сталинград) на самолётах И-16 тип 5. Уже 26 ноября 1941 года включён в состав 102-й истребительной авиадивизии ПВО Сталинградского района ПВО и приступил к боевой работе по прикрытию с воздуха военных объектов и г. Сталинграда на самолётах И-16.

## Переформирование полка
629-й истребительный авиационный полк ПВО 31 марта 1943 года за образцовое выполнение боевых задач и проявленные при этом мужество и героизм на основании Приказа НКО СССР переименован в 38-й гвардейский истребительный авиационный полк ПВО.

## В действующей армии
В составе действующей армии:
- с 26 ноября 1941 года по 31 марта 1943 года.

## Командиры полка
- майор Явтушенко Сергей Яковлевич[3], 13.11.1941 — 12.08.1942
- майор Ежов Василий Семёнович (погиб)[3], 02.09.1942 — 31.12.1942
- майор Каменщиков Владимир Григорьевич[3], 02.1943 — 31.03.1943

## В составе соединений и объединений
| Период        | Фронт (округ)                | армия                                | дивизия                                                | примечание        |
| ------------- | ---------------------------- | ------------------------------------ | ------------------------------------------------------ | ----------------- |
| 13.11.1941 г. | ВВС ПВО страны               |                                      | Сталинградская ВАШП                                    | И-16 тип 5        |
| 26.11.1941 г. | ВВС ПВО страны               |                                      | 102-я истребительная авиационная дивизия ПВО           | И-16              |
| 29.12.1941 г. | Сталинградский военный округ | Сталинградский дивизионный район ПВО | 102-я истребительная авиационная дивизия ПВО           | И-16              |
| 26.04.1942 г. | Сталинградский военный округ | Сталинградский корпусной район ПВО   | 102-я истребительная авиационная дивизия ПВО           | И-16              |
| 07.08.1942 г. | Юго-Восточный фронт          | Сталинградский корпусной район ПВО   | 102-я истребительная авиационная дивизия ПВО           | И-16, И-153       |
| 30.09.1942 г. | Сталинградский фронт         | Сталинградский корпусной район ПВО   | 102-я истребительная авиационная дивизия ПВО           | И-16, И-153       |
| 01.01.1943 г. | Донской фронт                | Сталинградский корпусной район ПВО   | 102-я истребительная авиационная дивизия ПВО           | И-16, И-153, Як-1 |
| 01.02.1943 г. | Южный фронт                  | Сталинградский корпусной район ПВО   | 102-я истребительная авиационная дивизия ПВО           | Як-1              |
| 31.03.1943 г. | Южный фронт                  | Сталинградский корпусной район ПВО   | 2-я гвардейская истребительная авиационная дивизия ПВО | Як-1              |

## Первая известная воздушная победа полка
Первая известная воздушная победа полка в Отечественной войне одержана 23 июля 1942 года: старший лейтенант Попов А. Р., пилотируя И-16, в воздушном бою в районе д. Осиновка таранным ударом сбил немецкий бомбардировщик Dornier Do 215.

## Участие в операциях и битвах
- ПВО Сталинграда
- ПВО Юго-Восточного фронта
- ПВО Сталинградского фронта
- ПВО Донского фронта
- ПВО Южного фронта
- Сталинградская битва — с 17 июля 1942 года по 2 февраля 1943 года

## Отличившиеся воины дивизии
- Евсеев Евгений Архипович, лейтенант, лётчик 629-го истребительного авиационного полка 102-й истребительной авиационной дивизии Сталинградского Корпусного района ПВО 8 февраля 1943 года удостоен звания Герой Советского Союза. Золотая Звезда № 835.
- Смирнов Виктор Петрович, старшина, лётчик 629-го истребительного авиационного полка 102-й истребительной авиационной дивизии Сталинградского Корпусного района ПВО 8 февраля 1943 года удостоен звания Герой Советского Союза. Посмертно.
- Столяров Николай Иванович, лейтенант, заместитель командира эскадрильи 629-го истребительного авиационного полка 102-й истребительной авиационной дивизии Сталинградского Корпусного района ПВО 8 февраля 1943 года удостоен звания Герой Советского Союза. Золотая Звезда № 793.
- Фёдоров Фёдор Фёдорович, старший лейтенант, заместитель командира эскадрильи 629-го истребительного авиационного полка 102-й истребительной авиационной дивизии Сталинградского Корпусного района ПВО 8 февраля 1943 года удостоен звания Герой Советского Союза. Золотая Звезда № 968.

| И-15 бис | И-153 | И-16 |

## Статистика боевых действий
Всего за все годы Великой Отечественной войны полком:
| Выполнено боевых вылетов | Проведено воздушных боёв | Сбито самолётов в воздухе |
| ------------------------ | ------------------------ | ------------------------- |
| 4754                     | 196                      | 116                       |

Свои потери:
| Потеряно самолётов, всего | Погибло лётчиков всего |
| ------------------------- | ---------------------- |
| 36                        | 14                     |

## Самолёты на вооружении
| Период      | Самолёты |
| ----------- | -------- |
| 1941 — 1942 | И-16     |
| 1941 — 1942 | И-15бис  |
| 1943 — 1944 | Як-1     |